# داريل هانا
داريل هانا (بالإنجليزية: Daryl Hannah)‏ ممثلة أمريكية من مواليد 3 ديسمبر 1960.

## مواقع خارجية
- داريل هانا على موقع IMDb (الإنجليزية)
- داريل هانا على موقع ميتاكريتيك (الإنجليزية)
- داريل هانا على موقع روتن توميتوز (الإنجليزية)
- داريل هانا على موقع مونزينجر (الألمانية)
- داريل هانا على موقع ألو سيني (الفرنسية)
- داريل هانا على موقع ميوزك برينز (الإنجليزية)
- داريل هانا على موقع تيرنر كلاسيك موفيز (الإنجليزية)
- داريل هانا على موقع أول موفي (الإنجليزية)
- داريل هانا على موقع قاعدة بيانات الأفلام السويدية (السويدية)
- داريل هانا على موقع إن إن دي بي (الإنجليزية)